# Felaniella subradiata
Felaniella subradiata is een tweekleppigensoort uit de familie van de Ungulinidae. De wetenschappelijke naam van de soort is voor het eerst geldig gepubliceerd in 1892 door Sowerby III.